# Haugbrot
Haugbrot fue un álbum lanzado en 2001 por el cantante islandés de rock Megas. Este trabajo, integrado por 14 canciones contó con la colaboración del guitarrista Guðlaugur Kristinn Óttarsson.